# 윤명희 (1960년)
윤명희(尹明姬, 1960년 8월 23일 ~)는 대한민국 전라남도의회 의원이다.

## 학력
- 호남대학교 졸업
- 목포대학교 대학원 전기공학과 졸업(공학 석사)

## 경력
- 한국여성경제인협회 광주전남지회장
- 더불어민주당 전국여성위원회 부위원장
- 더불어민주당 전라남도당 여성위원회 위원장
- (주)그린이앤씨 대표이사
- 2018년 7월 1일 ~ 2022년 6월 30일: 제11대 전라남도의회 의원
- 2022년 7월 1일 ~ : 제12대 전라남도의회 의원
  - 제12대 전라남도의회 전반기 경제관광문화위원회 위원
- 2022.10 ~ : 더불어민주당 전라남도당 상임부위원장

## 역대 선거 결과
|  | 67.14% |

|  | 69.06% |

|  | 59.11% |